# Xavi Molina
Xavi Molina, właśc. Francesc Xavier Molina Arias (ur. 19 lipca 1986 w La Canonja) – hiszpański piłkarz występujący na pozycji pomocnika w Gimnàstic Tarragona.

## Statystyki klubowe
| Sezon   | Klub                | Kraj      | Liga               | Mecze | Bramki | Puchar krajowe | Mecze | Bramki |
| ------- | ------------------- | --------- | ------------------ | ----- | ------ | -------------- | ----- | ------ |
| 2009/10 | CD Alcoyano         | Hiszpania | Segunda División B | 37    | 0      | Puchar Króla   | 3     | 0      |
| 2010/11 | CD Alcoyano         | Hiszpania | Segunda División B | 6     | 0      | -              | -     | -      |
| 2011/12 | CD Alcoyano         | Hiszpania | Segunda División   | 14    | 0      | Puchar Króla   | 1     | 0      |
| 2012/13 | Atlético Baleares   | Hiszpania | Segunda División B | 36    | 4      | Puchar Króla   | 1     | 0      |
| 2013/14 | Gimnàstic Tarragona | Hiszpania | Segunda División B | 35    | 0      | Puchar Króla   | 4     | 0      |
| 2014/15 | Gimnàstic Tarragona | Hiszpania | Segunda División B | 33    | 2      | Puchar Króla   | 1     | 0      |
| 2015/16 | Gimnàstic Tarragona | Hiszpania | Segunda División   | 35    | 3      | -              | -     | -      |
| 2016/17 | Gimnàstic Tarragona | Hiszpania | Segunda División   | 29    | 1      | Puchar Króla   | 1     | 0      |
| 2017/18 | Gimnàstic Tarragona | Hiszpania | Segunda División   | 34    | 1      | Puchar Króla   | 1     | 0      |

Stan na: 18 maja 2018 r.